# Manière de crayon

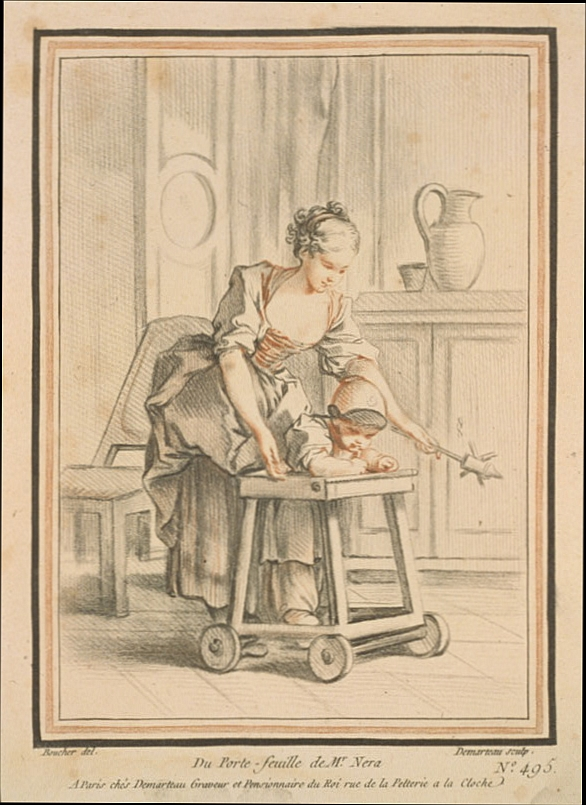
Du porte-feuille de Mr. Néra, manière de crayon de Gilles Demarteau, d'après François Boucher.

La manière de crayon, ou « dans le genre de crayon », est un procédé de gravure à l'eau-forte, dérivé du pointillé. Son but est « de se rapprocher, à l'impression, de l'effet du crayon. »
Plusieurs techniques en sont dérivées, comme la gravure au lavis et la manière de pastel.

## Historique
En 1734-1735, ce sont les Anglais Arthur Pond et Charles Knapton (1700-1760) qui utilisent en premier des outils pour obtenir une « manière de crayon », produisant un recueil devenu célèbre, Imitations of the Italian Masters (Londres), et reprenant des dessins entre autres du Parmigianino et de Le Guerchin, issus de collections. Il s'agit ici d'une eau-forte, avec réimposition de deux planches en bois permettant des surimpressions en deux voire trois tons, imitant la mine de plomb, la plume, et traitée en lavis et à la sanguine. Ce procédé étant très couteux, l'éditeur John Boydell y renonça assez vite. Il est possible que cette technique s'inspire de celle de Jacob Christoph Le Blon qui était à Londres (Coloritto, 1725).
À partir de 1740, la technique s'enrichit en France grâce Jean-Charles François, qui développe la gravure en manière de lavis, puis elle est considérablement améliorée en 1755 par Gilles Demarteau. Devant l'Académie royale de peinture et de sculpture, il affirme, en 1757, avoir trouvé « un moyen susceptible de perpétuer les dessins des bons maîtres et de multiplier les exemples des plus belles manières de dessiner. »

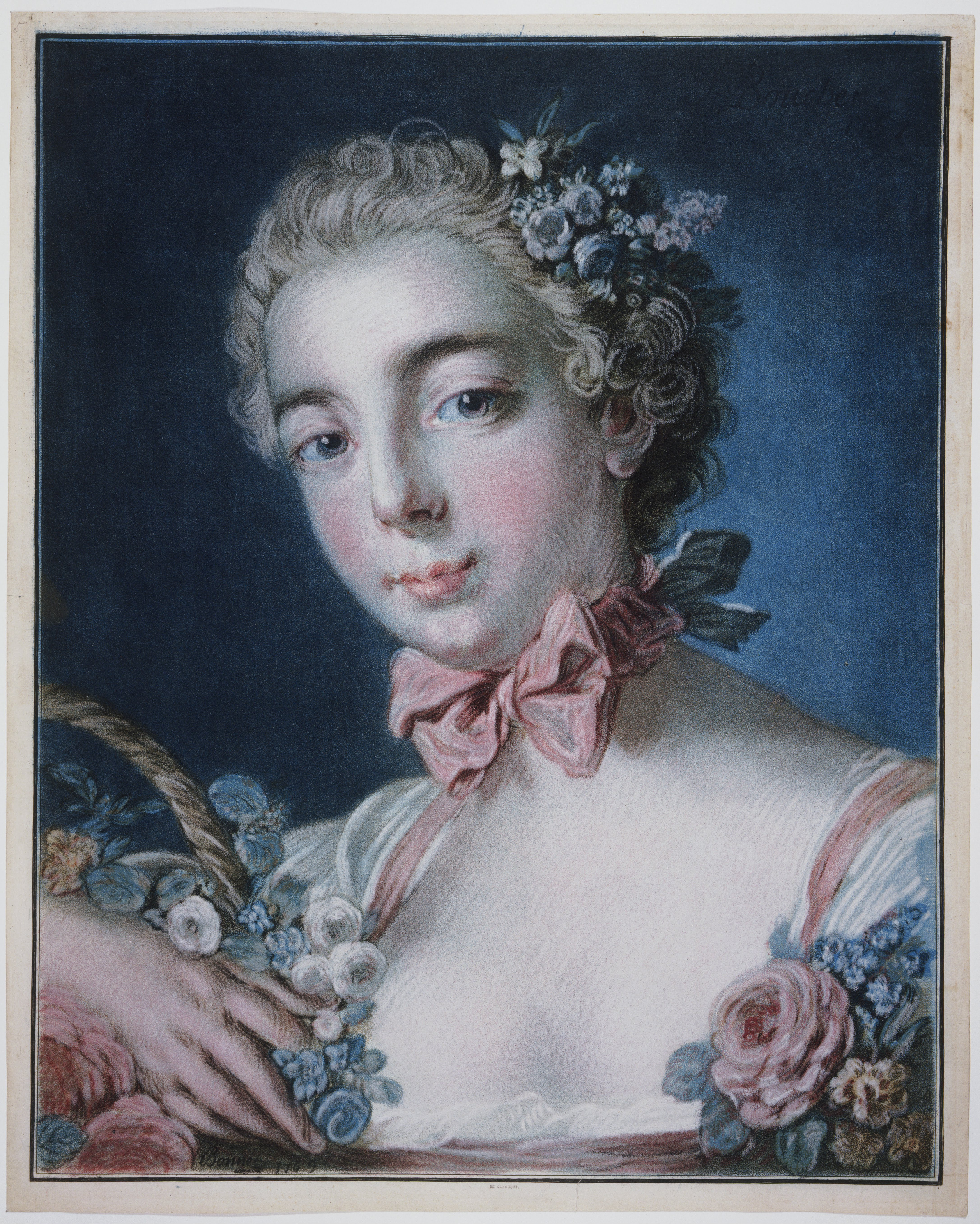
Tête de Flore, manière de pastel (1769) de Louis-Marin Bonnet d'après François Boucher (Philadelphia Museum of Art).

Gilles Demarteau utilise ensuite notamment cette méthode pour reproduire les dessins de Watteau, Fragonard et Boucher.
Afin de reproduire les dessins aux trois crayons, Louis-Marin Bonnet a l'idée de multiplier les planches, ce qui n'est pas nouveau. Il perfectionne ensuite la manière de crayon pour imiter le pastel, en dupliquant pour chaque couleur, les planches, ce qui là encore, est coûteux et fastidieux : c'est la « manière au pastel », qu'il met au point en 1769.
Vers 1760, Gainsborough et de nombreux artistes anglais inaugurent une autre technique à partir du vernis mou. Alexandre-Gabriel Decamps et Félicien Rops gravent des planches selon cette méthode.

Selon Béguin, 

« la manière de crayon eut un très grand succès dans toute l'Europe ; elle fut par la suite supplantée par la lithographie qui lui retira la plus grande partie de sa singularité, en permettant la réalisation directe sur la pierre d'un véritable dessin. »

## Technique
Le travail s'effectue sur une planche de métal, comme dans les autres procédés d'eau-forte. On distingue deux techniques :
- Au début du XVIIIe siècle, le graveur grave directement le métal, sans utiliser de vernis. Il utilise des tiges à trois pointes pour le trait, et des roulettes pour les hachures (qui donnent un grain irrégulier au métal). Le résultat obtenu est assez proche du pointillé et des corrections peuvent être effectuées à la roulette.
- La manière développée par Gainsborough, à partir de 1760, consiste à vernir la plaque avec un vernis mou. La plaque vernie est recouverte d'une feuille de papier, sur laquelle le graveur dessine avec un crayon très dur. Le vernis mou se colle au dos du papier en suivant le dessin. La feuille est retirée, puis la plaque est mordue à l'acide.